# 笼齿翼龙属
笼齿翼龙（学名：Klobiodon）是喙嘴翼龙科翼龙的一个属，来自英国牛津郡的中侏罗世泰顿石灰岩组。

## 词源
模式种是罗氏笼齿翼龙（Klobiodon rochei）。属名取自希腊语κλωβίον／klobion（小笼子）及ὀδών／odon（牙齿），意为“小笼子似的牙齿”，指看起来仿佛形成了捕鱼笼子的大型前侧犬齿，种名则是表彰漫画家尼克·罗奇（Nick Roche）以恐龙为灵感在解剖学上做出的正确设计。

## 历史
笼齿翼龙正模标本NHMUK PV OR 47991由乔治·罗伯特·沃特豪斯于1878年作为英国自然历史博物馆收藏的一部分首次提及，其中提到理查德·欧文在一份未发表的手稿中打算将此标本命名为猛禽翼手龙（Pterodactylus raptor）。标本当时已被罗伯特·玛舍姆捐赠。理查德·莱德克于1888年将该标本归入扁喙喙嘴翼龙（他将其列为扁喙喙头龙，现为扁喙长喙翼龙）。2018年，迈克尔·奥沙立文（Michael O'Sullivan）与大卫·马提尔（David Martill）在对大鲕粒岩群翼龙遗骸的评述中宣布扁喙喙嘴翼龙是个疑名，属于分类不明的船颌翼龙亚科，并为标本NHMUK PV OR 47991创建了罗氏笼齿翼龙。第二件标本OUM J.28410亦被归入该物种，但由于缺乏鉴别性的牙齿，因此只是暂时归入。

## 描述
笼齿翼龙是已知最大的中侏罗世翼龙之一。成体翼展估计为2米。
描述作者确立了大量鉴定特征。下颌骨具有细长前部尖牙状犬齿及更靠后位置短而坚固牙齿的独特组合。更靠后位置的牙齿至少比齿槽宽度长1.3倍。后侧犬齿较其后方牙齿（可能是仅部分萌出的替换齿）至少长出1.4倍甚至2.4倍。从最高点算起，最长犬齿至少比生有前牙的下颚骨骼即齿骨的垂直厚度高1.5倍。
右下颌骨保存长度为14厘米。该骨骼从后到前逐渐向下弯曲。前部有一小块已经断裂。包括这部分在内的下颌原始长度估计为18厘米。作者推测缺失部分上还有一颗牙齿。化石中保存了四颗牙齿，可能为第二至第五颗。第二及第三颗牙齿细长、下弯且前倾。这种牙齿被称为犬齿。第四及第五颗牙齿显然更短，但宽度几乎一样，使其外观看起来很结实。这些牙齿同样更直——尤其是在后缘——且垂直于颌骨。

## 种系发生学
笼齿翼龙于2018年被置于喙嘴翼龙亚科。在描述论文给出的几个位置中，作者提出了喙嘴翼龙亚科的位置，但最终认为它也可能是船颌翼龙亚科成员，得出结论为“因此只能将罗氏笼齿翼龙保守地鉴定为喙嘴翼龙科成员而不可归入任何一个亚科”。安德列斯于2021年发现笼齿翼龙是同时期长喙翼龙的姐妹群。